# Beatriz Buchili

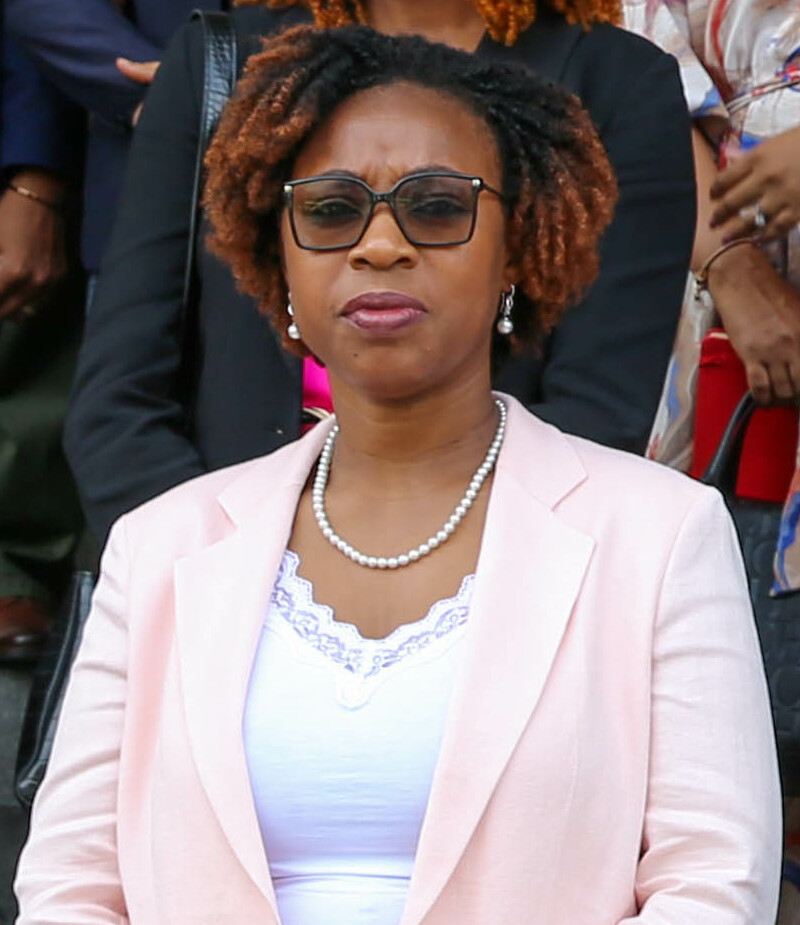
Beatriz Buchili

Beatriz da Consolação Mateus Buchili, kurz Beatriz Buchili, ist eine mosambikanische Juristin und seit 2014 Generalstaatsanwältin Mosambiks.

## Leben
Beatriz Buchili studierte Recht an der Maputoer Eduardo-Mondlane-Universität bis 1999. Dem folgte ein Master in Jura an der Universidade Federal do Rio Grande do Sul in Porto Alegre (Brasilien) bis 2007. Sie schloss ihr Studium mit einer Master-Arbeit zum Vergleich zwischen dem juristischen Pluralismo und der soziokulturellen Wirklichkeit in Mosambik.
Bereits vor ihrem Studium, seit 1994, arbeitete Buchili bei der Staatsanwaltschaft als Distrikt-Staatsanwältin. Später folgten Aufgaben als Generalstaatsanwältin für die Provinzen Cabo Delgado (2001–2005) und Sofala (2008–2011). 2011 wurde Buchili zur stellvertretenden zweiten Staatsanwältin beim Obersten Revisionsgericht der Stadt Maputo berufen.
2014 ernannte sie Staatspräsident Armando Guebuza zur neuen Generalstaatsanwältin. Sie folgte damit Augusto Paulino, der diese Position seit 2007 innehatte. 2019 verlängerte Staatspräsident Filipe Nyusi das Mandat von Buchili um weitere fünf Jahre.
Die mosambikanische Opposition (RENAMO, MDM) kritisierte die Arbeit von Buchili, da sie zahlreiche Fälle entweder nur schleppend oder gar nicht bearbeiten würde. Weder politische Morde (bspw. Gilles Cistac) noch die verdeckten Schulden im Rahmen des EMATUM-Skandals seien von Buchili bearbeitet worden.